# Lago Rogagua
El lago Rogagua es un lago tropical de agua dulce de Bolivia, situado en la cuenca amazónica. Administrativamente se encuentra ubicado entre los municipios de Santa Rosa de Yacuma y Reyes de la provincia del General José Ballivián en el oeste del departamento del Beni. Tiene unas dimensiones de 21,24 km de largo por 8,95 km y una superficie o espejo de agua exacta de 155 km² por lo cual se convierte en uno de los más grandes de Bolivia, junto con los tectónicos del Altiplano andino boliviano. Es similar en tamaño al lago Rogaguado, ubicado 130 km al noreste.
Es además un importante reservorio de agua dulce y vida silvestre. El lago tiene un perímetro costero de 52 kilómetros.